# Promachus enucleatus
Promachus enucleatus là một loài ruồi trong họ Asilidae. Promachus enucleatus được Karsch miêu tả năm 1888. Loài này phân bố ở vùng nhiệt đới châu Phi.